# Bounty Killer

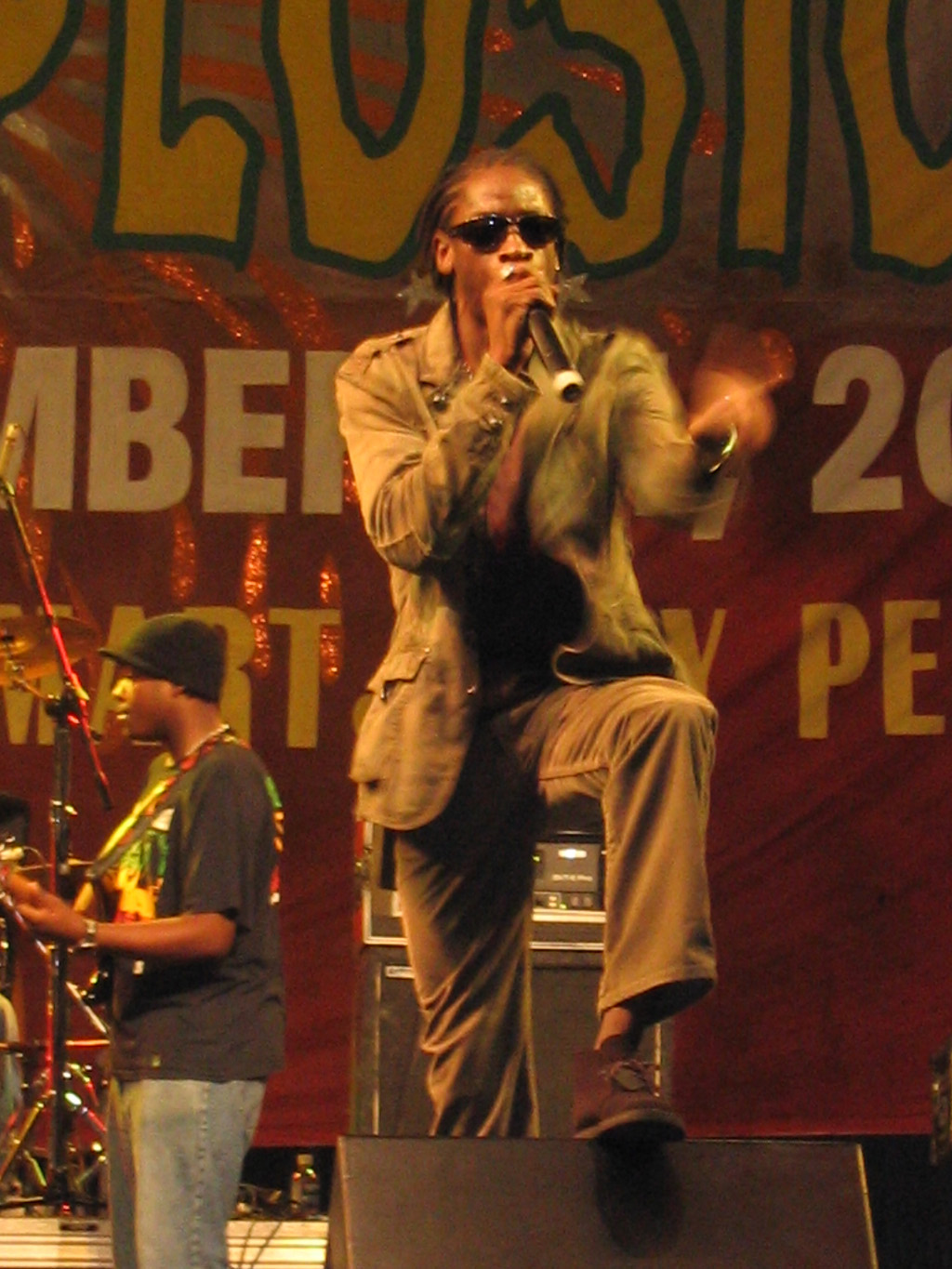
Bounty Killer (2006)

Bounty Killer (* 12. Juni 1972 in Kingston, Jamaika als Rodney Basil Price) ist ein jamaikanischer Dancehall-Deejay.

## Biographie
Seit seiner ersten veröffentlichten Single aus dem Jahre 1992 („Coppershot“) auf dem jamaikanischen Label King Jammy’s entwickelte sich der – aufgrund seiner Clash-Qualitäten auch als „Warlord“ bekannte – Künstler zu einem der erfolgreichsten und prägendsten Vertreter des modernen Dancehall.
Durch Kooperationen mit bereits bekannten US-Rappern wie beispielsweise der Gruppe The Fugees erlangte er ab Mitte der 1990er Jahre auch vermehrt internationale Bekanntheit. Außerdem lieferte er ein Feature mit der Gruppe No Doubt im Jahre 2002 bei dem Hitsong „Hey Baby“. In Jamaika zog er die Aufmerksamkeit vor allem durch den lyrischen und physischen Schlagabtausch mit Konkurrent Beenie Man auf sich. Anfang August 2010 wurde der Konflikt zwischen Beenie Man und Bounty Killer öffentlich für beendet erklärt, indem sie auf dem „Guinness Summer Eclipse“ die Zuschauer mit einem gemeinsamen Auftritt überraschten.
In den vergangenen Jahren bemühte sich Bounty Killer vor allem neue junge Dancehall Talente zu fördern und zu unterstützen. Dazu gehören Artists wie Mavado, Busy Signal oder Vybz Kartel.

## Homophobie
Bounty Killer erregte wiederholt Aufsehen aufgrund homophober Texte, sogenannter Battyman-Tunes, die zum Mord aufrufen. Vielfach wird behauptet, die Texte seien falsch interpretiert und aus dem jamaikanischen Patois fehlübersetzt. Auch die Kritiker bestreiten nicht, dass es sich teilweise auch um „großkotzige Angeberei und verbalen Schwanzvergleich“ handelt, setzen jedoch dagegen, dass alleine die verbale Fokussierung des Hasses auf eine Minderheit in ihrer Funktionalität eine „gruppenbezogene Menschenfeindlichkeit“ darstellt. 2003 wurde ein Auftritt von Bounty Killer in London nach Protesten von Schwulenorganisationen unter Verweis auf homophobe Texte seiner Songs abgesagt. Im Sommer 2004 wurde Bounty Killer von den Organisatoren des belgischen Krakrock-Festivals ausgeladen, da „hasserfüllte“ Künstler nicht willkommen seien. 2008 plante der Veranstalter von Bounty Killer drei Konzerte in Essen, Berlin und München zu geben. Nach heftigen Protesten unter anderem des Lesben- und Schwulenverbandes Deutschland wurden die Konzerte in Berlin und Essen abgesagt. Im Jahr 2008 wurde er durch die Bundesregierung im Schengener Informationssystem zur Zurückweisung an der Grenze ausgeschrieben. Nach Strafanzeige aus den Reihen des Deutschen Bundestages ermittelte die zuständige Staatsanwaltschaft gegen den Sänger. Daraufhin wurden die CDs The Fifth Element und Next Millennium in Deutschland indiziert. Volker Beck von Bündnis 90/Die Grünen forderte am 23. April 2012 ein Einreise- und Auftrittsverbot für Bounty Killer und vergleichbare Musiker.

## Verhaftungen
Price wurde zweimal während des jährlich stattfindenden Reggae Sumfest in Jamaika verhaftet, aber nicht verurteilt. 2001 wurde er nach einer körperlichen Auseinandersetzung mit einem anderen Künstler nach einem Konzert verhaftet.
Im Juni 2006 wurde gegen Price Anklage erhoben, weil er die Mutter seines Kindes überfallen haben soll. Laut der Zeitung Jamaika Star soll er sie mehrere Male ins Gesicht geschlagen und sie mit dem Kopf gegen eine Mauer gestoßen haben. Er stellte eine Kaution von $20.000

Im Februar 2009 wurde Bounty Killer erneut verhaftet, nachdem er laut Polizeiangaben sieben rote Ampeln in Kingston, Jamaika überfahren hatte. Einen anschließenden Alkoholtest verweigerte er ebenso wie ein Bußgeld.

## Diskografie

### Studioalben
| Jahr | Titel        | Höchstplatzierung, Gesamtwochen, AuszeichnungChartsChartplatzierungen (Jahr, Titel, Platzierungen, Wochen, Auszeichnungen, Anmerkungen) | Anmerkungen                              |
| Jahr | Titel        | US | Anmerkungen                              |
| ---- | ------------ | --- | ---------------------------------------- |
| 1996 | My Xperience | US145 (4 Wo.)US | Erstveröffentlichung: 17. September 1996 |

Weitere Studioalben
- 1994: Roots Reality & Culture
- 1994: Jamaica’s Most Wanted
- 1994: Guns Out
- 1994: Face To Face
- 1994: Down in The Ghetto
- 1995: No Argument
- 1997: Ghetto Gramma
- 1998: Next Millennium (indiziert seit dem 31. März 2009)
- 1999: The Fifth Element (indiziert seit dem 31. März 2009)
- 2002: Ghetto Dictionary: The Mystery
- 2002: Ghetto Dictionary: The Art Of War
- 2006: Nah No Mercy – The Warlord Scrolls

### EPs
- 2009: Raise Hell on Hellboy
- 2010: Summertime – Bounty Killer (feat. Patexx)
- 2011: Summertime – Buss Out Remix (feat. Busta Rhymes & Patexx)

### Singles
| Jahr | Titel Album                  | Höchstplatzierung, Gesamtwochen, AuszeichnungChartplatzierungen (Jahr, Titel, Album, Platzierungen, Wochen, Auszeichnungen, Anmerkungen) | Höchstplatzierung, Gesamtwochen, AuszeichnungChartplatzierungen (Jahr, Titel, Album, Platzierungen, Wochen, Auszeichnungen, Anmerkungen) | Höchstplatzierung, Gesamtwochen, AuszeichnungChartplatzierungen (Jahr, Titel, Album, Platzierungen, Wochen, Auszeichnungen, Anmerkungen) | Höchstplatzierung, Gesamtwochen, AuszeichnungChartplatzierungen (Jahr, Titel, Album, Platzierungen, Wochen, Auszeichnungen, Anmerkungen) | Höchstplatzierung, Gesamtwochen, AuszeichnungChartplatzierungen (Jahr, Titel, Album, Platzierungen, Wochen, Auszeichnungen, Anmerkungen) | Anmerkungen                                                                              |
| Jahr | Titel Album                  | DE | AT | CH | UK | US | Anmerkungen                                                                              |
| ---- | ---------------------------- | --- | --- | --- | --- | --- | ---------------------------------------------------------------------------------------- |
| 1997 | Hip-Hopera My Xperience      | — | — | — | — | US81 (5 Wo.)US | Erstveröffentlichung: 11. Februar 1997 feat. Fugees                                      |
| 1998 | Deadly Zone Next Millennium  | — | — | — | — | US79 (7 Wo.)US | Erstveröffentlichung: 1998 feat. Mobb Deep und Rappin’ Noyd                              |
| 1999 | It’s a Party Next Millennium | — | — | — | UK65 (1 Wo.)UK | — | Erstveröffentlichung: 1999                                                               |
| 2001 | Hey Baby Rock Steady         | DE8 (10 Wo.)DE | AT12 (13 Wo.)AT | CH11 (16 Wo.)CH | UK2 (16 Wo.)UK | US5 Gold · (20 Wo.)US | Erstveröffentlichung: 29. Oktober 2001 Verkäufe: + 545.000; No Doubt feat. Bounty Killer |

Wie bei Dancehall-Deejays üblich, gibt es neben den auf CDs veröffentlichten Liedern eine Anzahl von Titeln, die nur auf Riddim-Selections auf Vinyl erhältlich sind.